# HD 73468
HD 73468 är en ensam stjärna i den södra delen av stjärnbilden Flygfisken. Den har en skenbar magnitud av ca 6,10 och är mycket svagt synlig för blotta ögat där ljusföroreningar ej förekommer. Baserat på parallax enligt Gaia Data Release 2 på ca 7,8 mas, beräknas den befinna sig på ett avstånd på ca 417 ljusår (ca 128 parsek) från solen. Den rör sig närmare solen med en heliocentrisk radialhastighet på ca -26 km/s.

## Egenskaper
HD 73468 är en gul till vit jättestjärna av spektralklass G8 III, som har förbrukat förrådet av väte i dess kärna och utvecklats bort från huvudserien. Den har en massa som är ca 2 solmassor, en radie som är ca 10 solradier och har ca 62 gånger solens utstrålning av energi från dess fotosfär vid en effektiv temperatur av ca 5 000 K.
HD 73468 är en metallsvag stjärna med ett innehåll av tunga metaller på 72 procent jämfört med solen.